# Elecciones presidenciales de Colombia de 1868

## Resultados
| Foto | Candidato a presidente | Partido o movimiento         | Votos estatales |
| ---- | ---------------------- | ---------------------------- | --------------- |
|      | Santos Gutiérrez       | Liberal (sector radical)     | 6               |
|      | Pedro Justo Berrío     | Conservador                  | 2               |
|      | Eustorgio Salgar       | Liberal (sector mosquerista) | 1               |

Estados que votaron por Santos Gutiérrez:
- Bolívar
- Magdalena
- Panamá
- Cundinamarca
- Cauca
- Boyacá

Estados que votaron por Pedro Justo Berrío:
- Antioquia
- Tolima

Estado que votó por Eustorgio Salgar:
- Santander